# میگامانا ماهاگامدا
میگامانا ماهاگامدا (به لاتین: Migammana Mahagammedda) یک منطقهٔ مسکونی در سری‌لانکا است که در استان مرکزی (سری‌لانکا) واقع شده‌است.